# Age of Wonders
Age of Wonders è un videogioco strategico a turni ambientato in un mondo fiabesco, pubblicato nel 1999 per Windows da Gathering of Developers e Take Two Interactive. Ha ricevuto buone valutazioni dalla critica e ha avuto quattro seguiti, Age of Wonders II: The Wizard's Throne, Age of Wonders: Shadow Magic, Age of Wonders III, Age of Wonders: Planetfall e Age of Wonders IV. Nel 2010 è stato distribuito su Steam e GOG.com.

## Trama
Il gioco è ambientato in un mondo popolato da numerose razze tipiche del fantasy, come elfi e nani, che è stato sconvolto dall'arrivo degli esseri umani. Si formano due fazioni: i Guardiani, che intendono preservare l'armonia e la pace sulla Terra, inclusa la presenza degli umani, e il Culto delle Tempeste, che intende sterminare gli umani e ripristinare l'ordine sotto il proprio comando.

## Modalità di gioco
Sono disponibili una campagna non lineare per giocatore singolo, giocabile dal punto di vista delle due fazioni, e vari scenari a sé stanti giocabili sia in singolo sia in multigiocatore (su PC unico, TCP/IP, IPX, play by mail o il defunto servizio online di HEAT.net).
Il gioco è a turni, ma è possibile anche impostare una modalità simultanea in cui i giocatori fanno le mosse di ogni turno contemporaneamente, e il più rapido nel dare l'ordine vedrà la sua mossa eseguita prima dell'altro, come in una coda.
Ogni livello si gioca su una mappa a visuale isometrica e caselle esagonali, che può anche consistere in due o tre strati sovrapposti: il primo è la superficie e gli altri sono caverne sotterranee, comunicanti tramite alcune caselle di passaggio. Sulla mappa si trovano varie città e altre strutture controllabili dai giocatori, come miniere e porti. Le città e la maggior parte delle strutture possono essere conquistate, distrutte e ricostruite, ma non create da zero.
Ogni città è popolata da una di 12 possibili razze e può creare nuove unità di quella razza. I giocatori appartengono ad una certa razza, ma possono controllare città e unità di tutte. C'è però un livello di relazione con ogni altra razza, determinato principalmente dall'allineamento, che varia da amichevole a ostile; le città e le unità indipendenti, se appartengono a una razza in buone relazioni, possono accettare di unirsi alle forze del giocatore in cambio di oro o anche gratis, mentre in caso di cattive relazioni possono essere prese solo con la forza, e se non presidiate da sufficienti unità amichevoli possono ribellarsi e tornare indipendenti.
Le risorse sono oro e mana, prodotte dalle strutture e consumate per creare e mantenere rispettivamente unità e magie. È presente un'ampia varietà di unità con diverse statistiche e capacità, in particolare ogni giocatore controlla almeno un eroe; gli eroi possono progredire col tempo e acquisire abilità, incantesimi e oggetti nella maniera tipica di un videogioco di ruolo. L'uccisione dell'eroe principale causa la sconfitta del giocatore. Oltre all'eroe principale che è sempre presente, nella campagna è possibile mantenere un numero limitato di unità e beni, a scelta del giocatore, da un livello all'altro.
Su una casella possono stare fino a 8 unità di un unico giocatore, che così formano un gruppo unico nei movimenti. Quando una unità o un gruppo entrano in una casella occupata dal nemico avviene una battaglia, che coinvolge anche tutte le unità amiche o nemiche presenti nelle 6 caselle circostanti. Ogni battaglia può essere risolta in automatico dal computer oppure in modalità "tattica"; nel secondo caso, tutte le unità coinvolte vengono mostrate su una mappa apposita, una specie di ingrandimento della zona coinvolta, dove le unità stanno in caselle separate e muovono e combattono una alla volta, anche con attacchi a distanza. Nelle battaglie tattiche non esiste la modalità simultanea.

## Accoglienza
Negli Stati Uniti, Age of Wonders ha venduto 20 975 copie nel 1999, e ha totalizzato 71 000 copie vendute a ottobre 2001. A marzo 2001, il gioco ha venduto 200 000 copie; la rivista tedesca PC Player ha notato che Age of Wonders "forse non sarà uno dei più grandi best seller di tutta la storia, ma la sua prestazione commerciale è stata adeguata per giustificare un sequel".
Il gioco ha avuto un'accoglienza positiva: sul sito web GameRankings detiene un punteggio di 82%.

## Serie
Il gioco è stato capostipite dell'omonima serie, che ha avuto quattro seguiti:
- Age of Wonders II: The Wizard's Throne
- Age of Wonders: Shadow Magic
- Age of Wonders III
- Age of Wonders: Planetfall